# Liste der Monuments historiques in Langon (Ille-et-Vilaine)
Die Liste der Monuments historiques in Langon (Ille-et-Vilaine) führt die Monuments historiques in der französischen Gemeinde Langon auf.

## Liste der Bauwerke
| Bezeichnung                       | Beschreibung | Standort | Kennzeichnung | Schutzstatus | Datum | Bild           |
| --------------------------------- | ------------ | -------- | ------------- | ------------ | ----- | -------------- |
| Steinreihe Demoiselles von Langon |              | (Lage)   | PA00090612    | Classé       | 1976  | weitere Bilder |
| Kapelle Ste-Agathe                |              | (Lage)   | PA00090613    | Classé       | 1840  | weitere Bilder |
| Kirche St-Pierre                  |              | (Lage)   | PA00090614    | Inscrit      | 2002  | weitere Bilder |

## Liste der Objekte
- Monuments historiques (Objekte) in Langon (Ille-et-Vilaine) in der Base Palissy des französischen Kultusministeriums